# 西大家站

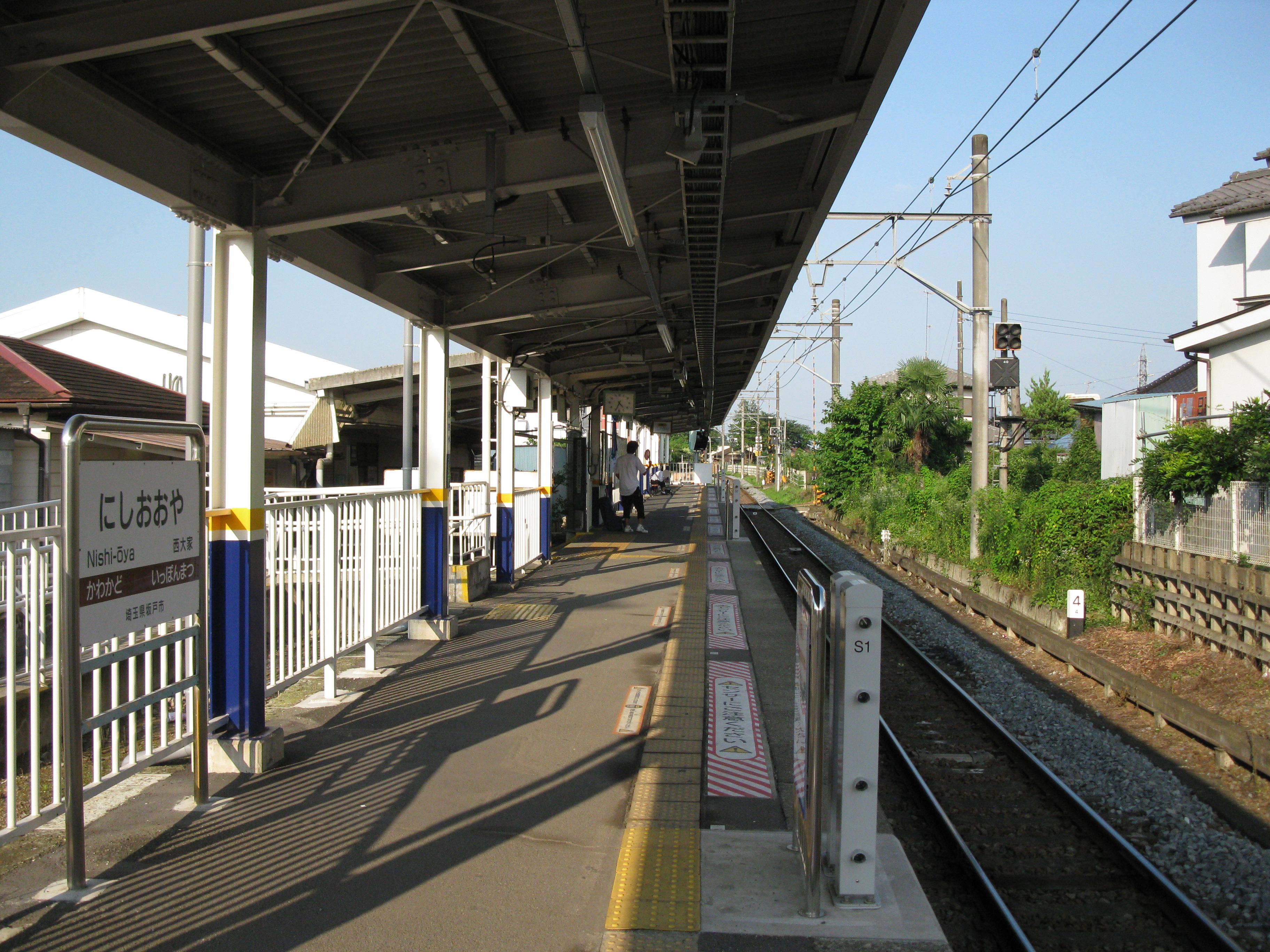
月台（2009年8月）

西大家站（日语：／ Nishi-ōya eki */?），是一個位於埼玉縣坂戶市大字森戶623番地7，屬於東武鐵道越生線的鐵路車站。車站編號是TJ 42。

## 車站結構
側式月台1面1線的地面車站。月台、站舍位於軌道北側。設有自動閘機。2012年度新設多機能廁所。

## 使用情況
2016年度1日平均上下車人次為3,941人。
近年1日平均上下車人次與上車人次的推移如下表。
| 年度               | 1日平均 上下車人次 | 1日平均 上車人次 |
| ------------------ | ------------------ | ---------------- |
| 2003年（平成15年） | 2,895              |                  |
| 2004年（平成16年） | 2,864              |                  |
| 2005年（平成17年） | 2,847              |                  |
| 2006年（平成18年） | 2,858              |                  |
| 2007年（平成19年） | 2,889              |                  |
| 2008年（平成20年） | 2,921              |                  |
| 2009年（平成21年） | 2,946              |                  |
| 2010年（平成22年） | 2,963              |                  |
| 2011年（平成23年） | 3,235              |                  |
| 2012年（平成24年） | 3,493              |                  |
| 2013年（平成25年） | 3,745              |                  |
| 2014年（平成26年） | 3,856              |                  |
| 2015年（平成27年） | 3,973              |                  |
| 2016年（平成28年） | 3,941              |                  |

## 相鄰車站
東武鐵道
 越生線
一本松（TJ 41）－西大家（TJ 42）－川角（TJ 43）

## 外部連結
- 西大家（車站資訊） - 東武鐵道